# پالمر ریور
پالمر ریور (به انگلیسی: Palmer River) رودخانه‌ای است که در استرالیا جریان دارد.